# Mendoza (famiglia)

Stemma Mendoza

Stemma Mendoza (dopo 1387)

La Casata di Mendoza (in spagnolo: Casa de Mendoza) fu una dinastia familiare diffusa e storicamente importante nella Spagna medievale e della prima età moderna. Era originaria della cittadina di Mendoza (oggi sobborgo della grande città di Vitoria-Gasteiz), nella provincia di Álava nei Paesi Baschi. Tuttavia, il loro centro di potere fu più tardi in quella che oggi è la Provincia di Guadalajara.
La stirpe, composta da cavalieri della bassa nobiltà (hidalgos), ebbe origine nell'XI secolo con Íñigo López († 1076), il primo proprietario terriero (señor) della regione di Biscaglia. Pedro González de Mendoza († 1385) contribuì alla crescente importanza e prosperità della famiglia e Diego Hurtado de Mendoza († 1404) era già Grande Ammiraglio.

## Titoli
Signori di Mendoza (intorno al 1160), conte di Manzanares el Real (1445), marchese di Santillana (1448), conte di Tendilla (1465), duca dell'Infantado (1475), conte di Saldaña, (1479), conte di Cid (1492), Marchese di Mondéjar (1512), marchese di Montes Claros (1530), marchese di Cañete (1530), duca di Francavilla (1555), marchese di Almazán (1576).